# 圍棋文字協議
圍棋文字協議（英語：Go Text Protocol；缩写：GTP），是一個基於文字、可讓计算机围棋（包含圍棋軟體和網路圍棋）彼此溝通的協議。是圍棋數據機協議的替代方案。第一版是由 GNU Go 3.0 實作，但其缺乏規格說明。目前使用中的第二版仍是個草案，尚未最終定案。

## 外部連結
- 官網 （页面存档备份，存于）
- Ruby 實作的 GTP